# Calliteara brunnescens
Calliteara brunnescens är en fjärilsart som beskrevs av Barend J. Lempke 1959. Calliteara brunnescens ingår i släktet harfotsspinnare, och familjen tofsspinnare. Inga underarter finns listade i Catalogue of Life.